# Petaẖ Tiqwa
Petaẖ Tiqwa (engelska: Petah Tikwah, hebreiska: פתח תקוה, engelska: Petah Tikva, Petach Tikva) är en ort i Israel.   Den ligger i distriktet Centrala distriktet, i den norra delen av landet. Petaẖ Tiqwa ligger 54 meter över havet och antalet invånare är 200 000.
Terrängen runt Petaẖ Tiqwa är platt. Runt Petaẖ Tiqwa är det mycket tätbefolkat, med 1 632 invånare per kvadratkilometer. Närmaste större samhälle är Tel Aviv, 10,1 km väster om Petaẖ Tiqwa. Trakten runt Petaẖ Tiqwa består till största delen av jordbruksmark.